# Salacia disjuncta
Salacia disjuncta is een hydroïdpoliep uit de familie Sertulariidae. De poliep komt uit het geslacht Salacia. Salacia disjuncta werd in 1964 voor het eerst wetenschappelijk beschreven door Millard. 